# Jean-Paul Tribout
Pour les articles homonymes, voir Tribout (homonymie).
Jean-Paul Tribout, né le 19 mars 1940 dans le 15e arrondissement de Paris, est un acteur et metteur en scène français.

## Biographie

### Premiers pas
Jean-Paul Tribout naît le 19 mars 1940 à Paris 15e. Il est le fils d'un conseiller juridique.

### Carrière
La première partie de sa carrière se passe devant les caméras, dans quelques films cinématographiques mais surtout à la télévision où c'est un acteur récurrent pendant plus de trente ans. Son rôle le plus marquant sera celui de l'inspecteur Gustave Pujol, dans la série télévisée Les Brigades du tigre, de 1974 à 1983, avec Jean-Claude Bouillon, Pierre Maguelon et François Maistre. Il a été choisi pour jouer Pujol par Michel Wyn qui l'avait dirigé en 1972 dans le rôle du journaliste Darbois dans L'Homme qui revient de loin.
Il incarne un jeune résistant, non crédité au générique, dans le film Paris Brûle-t-il, tiré du roman de Dominique Lapierre et Larry Collins.
Pour la seconde partie de sa carrière, il se tourne vers le théâtre, comme comédien et metteur en scène. Il joue dans plus de 80 pièces, sous la direction de metteurs en scène aussi divers que Michel Galabru, Roger Planchon, Jacques Rosner ou Agathe Alexis, passant des théâtres nationaux aux lieux marginaux, du public au privé.
En 1986, il signe sa première mise en scène importante Le Légataire universel de Jean-François Regnard. Viennent ensuite La Double Inconstance de Marivaux, Turcaret d'Alain-René Lesage, une co-mise en scène de L'Esthétocrate d'après des textes du sculpteur Pol Bury.
À Paris, il monte Les Mufles de Sacha Guitry, Le Galant escroc de Charles Collé, La Seconde Surprise de l'amour de Marivaux, Lettres à une amoureuse de Beaumarchais...
Il est également au conseil d'administration de l'ADAMI (Administration des droits des artistes et musiciens interprètes) et il dirige depuis 1996 le festival des Jeux du Théâtre de Sarlat.
En 1998, au théâtre 14 Jean-Marie-Serreau, ce sera La Dernière nuit de Dom Juan d'Edmond Rostand, en 1999, Couple ouvert à deux battants de Dario Fo et Franca Rame (330 représentations à ce jour), la nouvelle version de « Art » de Yasmina Reza ; en 2000 La Comédie du paradoxe d'après Denis Diderot au XXe Théâtre ; en 2001 Le Triomphe de l'amour de Marivaux au théâtre 13, puis au théâtre Hébertot à Paris et en 2003, près de 100 représentations de Zoo de Vercors en festival et à l'espace Daniel-Sorano de Vincennes puis au Théâtre Mouffetard à Paris. En 2005, il monte un texte peu connu Une chaîne anglaise de Labiche au théâtre 14, spectacle repris ensuite au théâtre Rive gauche et en Festivals. En 2007, il adapte à la scène une pièce de Jean-Paul Sartre, toujours au théâtre 14 à Paris, intitulée Nekrassov.
En 2009, il monte Donogoo, une pièce oubliée et passionnante de Jules Romains. En 2011, il adapte le Vicaire de Rolf Hochhuth au Théâtre 14. Monsieur chasse ! de Feydeau aura plus de 170 représentations en 2012 (création au Théâtre 14 puis à la Tête d'Or à Lyon).
Il met en scène Le Mariage de Figaro qui tourne dans toute la France et est joué au Festival d'Avignon en 2014. Et enfin en 2016, il monte Vient de paraître, une pièce de 1927 d'Édouard Bourdet qui reçoit une nomination aux Molières.
Depuis 2005, il dirige le Festival de la comédie de Dax.

## Filmographie

### Cinéma
- 1966 : Paris brûle-t-il ? de René Clément, un jeune résistant (non crédité au générique)
- 1968 : Adieu l'ami de Jean Herman, un inspecteur de police
- 1968 : Ho ! de Robert Enrico, Falsten
- 1969 : Les Chemins de Katmandou de André Cayatte : Patrick, l'ami d'Olivier en mission humanitaire
- 1970 : Élise ou la Vraie vie de Michel Drach
- 1971 : Pic et pic et colegram de Rachel Weinberg, un résistant
- 1973 : L'An 01 de Jacques Doillon, Alain Resnais et Jean Rouch, l'amoureux scientifique
- 1973 : Il n'y a pas de fumée sans feu d'André Cayatte
- 1973 : La Ligne de démarcation de Jacques Ertaud, Léonard
- 1974 : Le Protecteur, de Roger Hanin : Gilles Moreau
- 1977 : Drôles de zèbres de Guy Lux, Pierre
- 1981 : Une sale affaire d'Alain Bonnot : Doudou
- 1984 : Liste Noire d'Alain Bonnot : Tellier

### Télévision
- 1966 : L'Écharpe téléfilm d'Abder Isker : Gérard Rollin
- 1967 : Au théâtre ce soir : Bon Appétit Monsieur de Gilbert Laporte, mise en scène Fred Pasquali, réalisation Pierre Sabbagh, théâtre Marigny
- 1968 : L'Homme du Picardie de  Jacques Ertaud, René
- 1968 : Les Cinq Dernières Minutes, épisode Les Enfants du faubourg de Claude Loursais, Dédé
- 1968 : Au théâtre ce soir : Le Congrès de Clermont-Ferrand de Marcel Franck, mise en scène Christian-Gérard, réalisation Pierre Sabbagh, théâtre Marigny
- 1969 : Agence Intérim, épisode Quiproquo, de Marcel Moussy et Pierre Neurrisse, Louis
- 1971 : La Duchesse de Berry de Jacques Trébouta : Deutz
- 1972 : François Gaillard ou la Vie des autres, feuilleton télévisé de Jacques Ertaud - épisode : Cécile et Nicolas : Michel Guchan
- 1972 : La Demoiselle d'Avignon de Michel Wyn, Fronval
- 1972 : L'Homme qui revient de loin de Michel Wyn, le journaliste Darbois
- 1972 : Meurtre par la bande (téléfilm) épisode de la série télévisée Les Cinq Dernières Minutes de Claude Loursais, Juju
- 1973 : Les Malheurs de la comtesse, Xavier
- 1973 : La Ligne de démarcation - épisode 5 : Camille (série télévisée) : Léonard
- 1973 : L'Éloignement de Jean-Pierre Desagnat (série télévisée), Tim Keller
- 1974 : Cadoudal (téléfilm), Querelle
- 1974 : Malaventure (série télé), Morance
- 1974 : Les Brigades du Tigre durant toute la série, jusqu'en 1983 de Victor Vicas, Inspecteur Pujol
- 1975 : Au théâtre ce soir : Dix minutes d'alibi d'Anthony Armstrong, mise en scène Jacques Ardouin, réalisation Pierre Sabbagh, théâtre Édouard-VII
- 1975 : Salvator et les Mohicans de Paris de Bernard Borderie (série télévisée)
- 1975 : Pilotes de courses, série télévisée de Robert Guez : le copilote excédé
- 1976 : À chacun son enfer d'André Cayatte, un reporter TV
- 1977 : Le Loup blanc de Jean-Pierre Decourt, (téléfilm), Corentin
- 1979 : La Lumière des justes de Jean Cosmos et Jean Chatenet, (mini série télé), Vavasseur
- 1979 : Mathias Sandorf (de) (mini série allemande), Pointe Pescade
- 1980 : L'Aéropostale, courrier du ciel de Gilles Grangier, (mini série) : Marcel Reine
- 1982 : Les Nouvelles Brigades du Tigre de Victor Vicas, Inspecteur Pujol
- 1982 : La Nouvelle Malle des Indes (mini série) de Christian-Jaque : Vastier-Duparc
- 1982 : L'Adieu aux as de Jean-Pierre Decourt, (mini série): Roland Pitou
- 1984 : Des grives aux loups (feuilleton télévisé) de Philippe Monnier : Octave-Félix[2]
- 1986 : Un métier du seigneur (téléfilm), le contremaître
- 1988 : Vivement lundi ! de Didier Albert et Claire Blangille : (série télé)
- 1989 : Champagne Charlie (mini série)
- 1989 : Haute tension - Eaux troubles (série télé), Domokos
- 1989 : Formule 1 (série télé)
- 1993 : Catherine Courage de Jacques Ertaud, (téléfilm) : Fouillasse
- 1995 : Commissaire Moulin,  Illégitime défense
- 1995 : Soif d'en sortir (Trop libre pour toi) (téléfilm)
- 1995 : Sabine j'imagine (téléfilm), Ferrand
- 1997 :  La Parenthèse de Jean-Louis Benoît : Monsieur Moriante
- 1997 : Le Diable en sabots (téléfilm), le brigadier
- 1997 : Une soupe aux herbes sauvages (téléfilm)
- 1998 : Une femme d'honneur de Marion Sarraut, épisode : Double Détente

## Théâtre

### Comédien
- 1963 : Le Mariage de Figaro de Beaumarchais, mise en scène André Reybaz, Festival du Marais Hôtel de Béthune-Sully
- 1970 : Opérette de Witold Gombrowicz, mise en scène Jacques Rosner, TNP théâtre de Chaillot
- 1978 : Boeing-Boeing de Marc Camoletti, mise en scène Christian-Gérard, Comédie Caumartin : Robert
- 1985 : Mangeront-ils ? de Victor Hugo, mise en scène Bernard Jenny, Le Maillon au Parc de la Citadelle Strasbourg
- 1991 : Le Vieil Hiver de Roger Planchon, mise en scène de l'auteur, TNP Villeurbanne
- 1991 : Fragile Forêt de Roger Planchon, mise en scène de l'auteur, TNP Villeurbanne
- 1991 : Loire de André Obey, mise en scène Jean-Paul Lucet, théâtre des Célestins
- 1993 : Durant avec un T de Julien Vartet, mise en scène Daniel Colas, théâtre Édouard VII
- 1998 : La Dernière Nuit de Don Juan d'Edmond Rostand, mise en scène Jean-Paul Tribout, Festival de Sarlat, théâtre 14 Jean-Marie Serreau
- 2002 : Couple ouvert à deux battants de Dario Fo, mise en scène Jean-Paul Tribout, théâtre Rive Gauche
- 2004 : Nathan le Sage de Gotthold Ephraïm Lessing, mise en scène Dominique Lurcel
- 2005 : Une chaîne anglaise d'Eugène Labiche, mise en scène Jean-Paul Tribout, théâtre 14 Jean-Marie Serreau
- 2007 : Nekrassov de Jean-Paul Sartre, mise en scène Jean-Paul Tribout, théâtre 14 Jean-Marie Serreau
- 2009 : Donogoo de Jules Romains, mise en scène Jean-Paul Tribout, théâtre 14 Jean-Marie Serreau
- 2011 : Il Capitano Fracasse librement inspiré du Capitaine Fracasse de Théophile Gautier, mise en scène Jean-Renaud Garcia, théâtre 14 Jean-Marie Serreau
- 2012 : Monsieur chasse de Georges Feydeau
- 2012 : Le vicaire de Rolf Hochhuth

### Metteur en scène
- 1989 : Point de feu sans fumée de Julien Vartet, théâtre Édouard VII
- 1989 : Zoo ou l'Assassin philanthrope de Vercors
- 1998 : La Dernière Nuit de Don Juan d'Edmond Rostand, Festival de Sarlat, théâtre 14 Jean-Marie Serreau
- 2001 : Le Triomphe de l'amour de Marivaux, théâtre 13
- 2002 : Couple ouvert à deux battants de Dario Fo, théâtre Rive Gauche
- 2003 : Zoo ou l'Assassin philanthrope de Vercors
- 2005 : Une chaîne anglaise d'Eugène Labiche, théâtre 14 Jean-Marie Serreau
- 2007 : Nekrassov de Jean-Paul Sartre, théâtre 14 Jean-Marie Serreau
- 2009 : Donogoo de Jules Romains, théâtre 14 Jean-Marie Serreau
- 2010 : Le vicaire de Rolf Hochhuth
- 2012 : Monsieur chasse de Georges Feydeau
- 2014 : Le Mariage de Figaro de Beaumarchais
- 2016 : Vient de paraître d'Edouard Bourdet

## Doublage
- 1978[n 2] : La Grande Menace : Dr Johnson (Gordon Jackson)
- 1984 : Birdy : Renaldi (Bruno Kirby) (1er doublage)
- 1985 : Retour vers le futur : le principal Strickland (James Tolkan)
- 1986 : Top Gun : Tom « Ice » Kasanzky (Val Kilmer)
- 1989 : Un héros comme tant d'autres : Earl (Jim Beaver)
- 1996 : Tin Cup : Romeo Posar (Cheech Marin)
- 1998 : The Big Lebowski : Smokey (Jimmie Dale Gilmore)

## Distinction
- Chevalier de l'ordre des Arts et des Lettres.